# Distretto di Galați
Il distretto di Galați (in romeno Județul Galați ) è uno dei 41 distretti della Romania, ubicato nella regione storica della Moldavia.

## Centri principali
| Comune                  | Abitanti |
| ----------------------- | -------- |
| Galați                  | 293 523  |
| Tecuci                  | 42 706   |
| Matca                   | 12 151   |
| Pechea                  | 11 511   |
| Liești                  | 11 046   |
| Ivești                  | 9 782    |
| Brăhășești              | 8 578    |
| Cudalbi                 | 7 966    |
| Corod                   | 7 648    |
| Târgu Bujor             | 7 619    |
| Tulucești               | 7 579    |
| Munteni                 | 7 272    |
| Umbrărești              | 7 095    |
| Dati del 1º luglio 2007 |          |

## Geografia antropica
Il distretto è composto da 2 municipi, 2 città e 60 comuni.

### Municipi
- Galați
- Tecuci

### Città
- Berești
- Târgu Bujor

### Comuni
- Barcea
- Bălăbănești
- Bălășești
- Băleni
- Băneasa
- Berești-Meria
- Braniștea
- Brăhășești
- Buciumeni
- Cavadinești
- Cerțești
- Corni

- Corod
- Cosmești
- Costache Negri
- Cuca
- Cudalbi
- Cuza Vodă
- Drăgănești
- Drăgușeni
- Fârțănești
- Foltești
- Frumușița
- Fundeni

- Ghidigeni
- Gohor
- Grivița
- Independența
- Ivești
- Jorăști
- Liești
- Matca
- Măstăcani
- Movileni
- Munteni
- Nămoloasa

- Negrilești
- Nicorești
- Oancea
- Pechea
- Piscu
- Poiana
- Priponești
- Rădești
- Rediu
- Scânteiești
- Schela
- Slobozia Conachi

- Smârdan
- Smulți
- Suceveni
- Șendreni
- Tudor Vladimirescu
- Tulucești
- Țepu
- Umbrărești
- Valea Mărului
- Vânători
- Vârlezi
- Vlădești

## Amministrazione

### Gemellaggi
Il Distretto di Galați è gemellato con:
- Provincia di Ascoli Piceno